# Die Gemeindekirche
Die Gemeindekirche war eine Schriftenreihe, die im Jahr 1934 im Hans Harder Verlag in Altona erschien und von dem Theologen Hans Asmussen und dem Architekten Rudolf Jäger herausgegeben wurde. Mitherausgeber war zeitweilig auch der Germanist Fritz Collatz.

## Zweck und Ziel
Hans Asmussen schrieb in der Einleitung des ersten Heftes:
„Diese Schriftenreihe will der Kirche dienen. Sie geht davon aus, daß es nur einen Weg gibt, der zur Kirche führt: die Gemeinde. Gemeinde gibt es nur soweit, wie es Anrede und Antwort gibt. Ohne daß Pastor und Nicht-Pastor miteinander zur Handlung kommen, gibt es keine Rede und Gegenrede, keine Anrede und Antwort. ... Die Herausgeber dieser Schriftenreihe gehören aus diesem Grunde nicht alle dem kirchlichen Berufskreise an. Ein Pastor vereinigt sich mit einem Vertreter der Geisteswissenschaften und diese beiden mit einem Techniker. Sie glauben, sich gegenseitig etwas zu sagen zu haben. Sie glauben, daß es für das gesamte Gebiet der Kirche gilt, daß die verschiedenen Berufe sich kirchlich etwas zu sagen haben. Ihre Schriftenreihe will also durch ihre Existenz ein Aufruf sein. Man möge hin und her im Lande prüfen, ob es nicht dort ebenso ist, daß man sich gegenseitig etwas zu sagen hat. ... Die ganze Arbeit aber nehmen wir auf in dem Glauben, daß Gott uns ruft, sein Reich zu bauen. Er mag entscheiden, ob er durch uns etwas bauen will.“

## Zeitgeschichtlicher Hintergrund
Das erste Heft der Schriftenreihe Die Gemeindekirche erschien am 5. Januar 1934 in Altona als Reaktion auf die „vielen Verirrungen der menschlichen Bosheit und Schwäche, die im vergangenen Sommer in unserer Kirche offenbar geworden sind, und die wir als eine Folge des Abfalls vom wahren Evangelium erkennen müssen“.
Am 16. Januar 1934 wurde Hans Asmussen von seiner jetzt deutsch-christlich dominierten schleswig-holsteinischen Landeskirche vom Dienst suspendiert, mit Schreiben vom 30. Januar zum 15. Februar 1934 in den Ruhestand versetzt, „weil er nach seiner bisherigen Betätigung nicht die Gewähr dafür bietet, daß er jederzeit rückhaltlos für die Deutsche Evangelische Kirche eintreten wird“. Asmussen antwortete darauf am 2. Februar 1934 als „Pastor und Theologe“:
„Da es um Glauben und Lehre geht, um die ich leide, so lerne ich jetzt mit Dank gegen Gott, das für eitel Freude zu achten. Ich weiß, daß sich der Gesetzgeber gegen jeden Einspruch gesichert hat ... Vor Gott und seinem Worte aber sind wir gleich. Um Ihn und sein Wort aber handelt es sich.“
Als Asmussen aus seiner Heimatkirche ausgestoßen wurde, war er nicht nur hier, sondern auch überregional in Kreisen des deutschen Protestantismus vielerorts anerkannt als fähiger Pastor und theologischer Lehrer. Die Professoren Kurt Dietrich Schmidt und Karl Barth waren voll des Lobes über den 35-jährigen Altonaer Pfarrer. Nach Schmidts Einschätzung war er „der fähigste Theologe, den die schleswig-holsteinische Kirche hat, wie seine Schriften zeigen und auch im praktischen Pfarramt in jeder Hinsicht bewährt, allerdings auch ein Mann, der keinen Anstoß fürchtet, den die lautere Verkündigung des Evangeliums etwa herbeiführen könnte“.
Als „Rechtswalter“ August Jäger sich Mitte April an die Eingliederung der württembergischen Landeskirche machte, wandte sich die Bekenntnisgemeinschaft am 22. April in der Ulmer Erklärung als „rechtmäßige Evangelische Kirche Deutschlands“ gegen die Rechtsverletzungen des Kirchenregiments unter Reichsbischof Ludwig Müller. Auch Asmussen gehörte neben vielen anderen, später z. T. führenden Leuten der Bekennenden Kirche zu den Unterzeichnern dieser vom bayrischen Landesbischof Hans Meiser im Ulmer Münster verlesenen Erklärung, in der sich die kirchliche Opposition erstmals in ihrer Gesamtheit protestierend zu Wort meldete und ihre große Sorge hinsichtlich der akuten Gefährdung des Bekenntnisses innerhalb der Deutschen Evangelischen Kirche ausdrückte. 
Am 2. Mai 1934 beschloss der Nürnberger Ausschuss in Berlin die Vorbereitung einer Reichsbekenntnissynode, um zu einem gemeinsamen geschlossenen Handeln gegenüber den Deutschen Christen zu kommen. Ein theologischer Ausschuss sollte die Vorarbeiten übernehmen. An den Besetzungsvorschlägen wurde deutlich, welch hohes Ansehen Asmussen mittlerweile genoss: ihm fiel neben Barth und dem Münchner Oberkirchenrat Thomas Breit diese ehrenvolle Berufung zu. 
Bevor sich diese theologische Kommission am 15./16. Mai 1934 im Frankfurter Hotel „Basler Hof“ traf und dort die Barmer Theologische Erklärung entwarf, hielt Asmussen am 13. Mai 1934 „gelegentlich des schlesischen Kirchentages“ in Breslau seinen Vortrag Lutherisches Bekenntnis heute, der als Heft 4 der Schriftenreihe Die Gemeindekirche abgedruckt wurde. Eine Fortsetzung der Schriftenreihe wurde zwar angekündigt, unterblieb aber wegen der weiteren persönlichen und kirchenpolitischen Entwicklung Asmussens.

## Reihenfolge der Hefte
- Heft 1 (5. Januar 1934, Digitalisat): 
  - Rudolf Jäger/Fritz Collatz, Altona: Die Gemeindekirche als Sinn und Ziel unserer Arbeit
  - Johannes Tonnesen, Altona: Die Gemeindekirche als Hoffnung der Pastoren
- Heft 2 (14. Februar 1934, Digitalisat): 
  - Hans Asmussen: Bekenntnis und Synode
- Heft 3 (7. April 1934, Digitalisat): 
  - Hans Asmussen: Der Bischof der Gemeinde
- Heft 4 (13. Mai 1934): 
  - Hans Asmussen: Lutherisches Bekenntnis heute

## Themen und Schwerpunkte

### Bekenntnis und Synode
Zum Thema „Bekenntnis und Synode“ schrieb Asmussen:
„Es sind in Deutschland aus Anlaß des großen Umbruchs in der Kirche mancherlei Bestrebungen im Gange, welche das Ziel haben, bekenntnisbildend zu arbeiten. Wenn diese Bestrebungen innere Kraft haben, dann werden sie in Form von Synoden Gestalt annehmen, und man tut gut, geradezu dazu aufzurufen, daß alle die, welcher der Geist treibt, sich doch zu gemeinsamer Arbeit zusammensetzen möchten. Dann würde sich bald erweisen, wie stark Gottes Macht noch in der Kirche ist.
Es ist nämlich nicht wahr, daß die Arbeit am Bekenntnis und die Entstehung von Synode zwei voneinander verschiedene Akte wären, sondern das Bekenntnis ist nur dann echt, wenn es zusammen mit der Synode entsteht, und eine Synode ist nur dann christlich, wenn sie am Bekenntnis erwächst. Es ist ein Grundschade unserer Kirche, daß diese beiden Dinge getrennt voneinander behandelt werden. Wenn nämlich Synode Gemeinschaft im heiligen Geist sein soll, dann kann sie nur Gemeinschaft im Bekenntnis sein. Denn am Bekennen einer Gemeinschaft zeigt sich, ob sie das Wort Gottes gehört hat. Denn Bekenntnis ist Antwort auf das Reden Gottes. Und wenn das Bekenntnis echt ist, dann entsteht es in der Synode, weil das Reden Gottes in der Gemeinde geschieht und weil die Antwort des Bekenntnisses aus der Gemeinde wächst. Weil es um den Glauben geht, weil es um das Wort Gottes geht, weil es um das Bekenntnis geht, weil es um das geistliche Amt geht, darum geht es auch um Synode!“

### Volksmission
Zum Thema „Volksmission“ schrieb Asmussen: 
„Und wer von uns wäre wohl nicht versucht gewesen, die kirchliche Aufgabe mit der politischen zu verbinden?! Wie schön ließe es sich arbeiten, wenn nationalsozialistische Propaganda und christliches Zeugnis ein und dasselbe wäre! Wenn wir Volksmission treiben, so verläßt uns der Geist, sobald wir ins Agitatorische abgleiten! Der Geist, der uns treibt, gestattet uns nur eines: Die Predigt des Evangeliums! Diese Predigt macht Christum groß und alle Menschen klein! Man kann nur dann die Größe Christi preisen, wenn man zugleich den Hörern sagt: Es ist schon die Axt den Bäumen an die Wurzel gelegt! Tut ihr nicht rechtschaffene Früchte der Buße, dann werdet ihr abgehauen und ins Feuer geworfen. Tut ihr nicht rechtschaffene Früchte der Buße, dann redet bitte nicht in kirchlichen Dingen mit. Eine johlende Menge ist agitatorisch sehr günstig, aber in der Volksmission vertreibt sie den Segen. Darum muß sich die Gemeindekirche von allen Geistern scheiden, welche Volksmission und agitatorisches Handeln verbinden können.“

### Kirchenordnung versus Kirchenverfassung
Zur umstrittenen Frage der kirchlichen „Verfassungsversuche“ schrieb Asmussen:
„Die jetzigen ‚Verfassungsversuche‘ sind die legitimen Nachfolger der Kirchenpolitik des vorigen Jahrhunderts. Wir haben noch immer nicht gelernt, daß Verfassungen für die Kirche der organisierte Tod sind. Kirchenordnung und nicht Kirchenverfassung, das ist unsere Losung! Wir wehren uns dagegen, daß so getan wird, als ob eine tote Gemeinde in Eiderstedt, wo an vielen Sonntagen wegen Mangel an Beteiligung der Gottesdienst ausfällt, in dieselbe Verfassung hineingepackt wird wie eine lebendige Gemeinde im Rheinland, wo man die Bibel liest, wo man ein Urteil hat über Predigten und Lehren des Pastors. Dagegen wehren wir uns, daß Bayern und Hamburg in einen Topf geworfen werden, als wären beide in demselben Sinne ‚Kirche‘. Es ist derselbe Irrtum mit umgekehrten Vorzeichen, wenn nach der alten ‚Verfassung‘ in Dithmarschen die ‚christliche Gemeinde‘ sich ihren Pastor ebenso wählen konnte wie in Westfalen, obgleich in Dithmarschen wahrscheinlich gar nicht Gemeinde war, – und wenn heute wiederum, unabhängig vom geistlichen Stande, der lebendigen Gemeinde ihr Pastor aufoktroyiert wird genauso wie der toten. Mögen Kirchenjuristen die schönen Verfassungen als einen Vorhimmel beurteilen, wir wollen geordnete Kirche, in welcher nach dem Glauben gefragt wird. Wir kämpfen für das Recht der Gemeinde, – wenn Gemeinde da ist. Wir kämpfen für das Recht des Pastors und des Bischofs, wenn es sich um Missionsgebiet handelt. Denn wir kämpfen um den Glauben. Für die Kirche ist uns die demokratische und die führerische Ideologie herzlich gleichgültig. Denn in der Kirche gilt weder die Führerideologie etwas, noch das Recht der Gemeinde, sondern die Verkündigung des Wortes, die im Glauben geschieht und vom Glauben gehört wird. Was diese Verkündigung erfordert, das ist Gesetz in der Kirche, sonst nichts.“

### Kirchenverständnis
Zum Thema „Kirchenverständnis“ schrieb Asmussen:
„Die Tatsache, daß die bisherige Kirche Wege einschlug, welche nicht die Verheißung der Gegenwart Christi hatten, hat uns schon lange von der Notwendigkeit einer kirchlichen Wandlung zeugen lassen, wie alle unsere Schriften beweisen. Aus dieser Sorge heraus wüßten wir viele grundsätzliche Reformen vorzuschlagen. Aber uns [sc. Lutheraner und Reformierte] trennt gemeinsam, daß diese Sorge eben nicht das movens der Kirchenrevolution des Jahres 1933 gewesen ist.
Die Gabe der Gegenwart Christi in seiner Kirche würde uns zu solchen Verfassungsänderungen führen, welche ein aufgerichtetes Zeichen in der Welt wäre dafür, wie doch wir die Kirche einschätzen, wie wert uns Wort und Sakrament sind, wie weit unsere Arbeit davon entfernt ist, im Raume des Gesetzes Moralität und Idealismus zu fördern.
Das bedeutet praktisch: Wir bekennen die Kirche als den Ort der Gegenwart Christi. Wo Christus nicht unter den Menschen gegenwärtig ist, da ist keine Kirche. Alle Verordnung in der Kirche hat also dem zu dienen, daß Wort und Sakrament freien Raum haben. Denn Wort und Sakrament ist diejenige Vorbedingung, welcher die Verheißung der Gegenwart gilt. Weder Parallelität zur herrschenden Ordnung noch das Gefallen des Menschen sind wesentliche Ausrichtungspunkte für die Kirche. Zum kirchlichen Amt befähigt nur das Verhältnis zu Wort und Sakrament, sonst weder politische, künstlerische, gesellschaftliche noch wirtschaftliche Befähigung. …
Wir bekennen – und gedenken aus der Schrift zu erhärten –, daß in der Kirche als dem Ort der Gegenwart Christi das Recht der gläubigen Gemeinde auf freies, an entscheidender Stelle geschehendes Bekenntnis in Wort und Tat unaufhebbar ist. Wir bekennen, daß in der Kirche das Amt der Verkündigung in Christi Auftrag ruht. Wir bekennen, daß Amt und Gemeinde aneinander gebunden sind. Wir meinen, daß vor allem der verschiedene Stand der Gemeinden, dazu auch andere Gründe, dazu führen, daß Ordnungen und Zeremonien verschieden sein können, ohne dadurch die ökumenische Einigkeit zu verletzten.“

## Nachwort
Das Nachwort des vierten Heftes „Lutherisches Bekenntnis heute“ geriet vermutlich ungewollt zum Abgesang auf die ganze Schriftenreihe. Asmussen schrieb:
„... Wir erleben es heute, daß die D.C. mit einem Mal ein bemerkenswertes, ihnen bisher völlig fremdes Interesse am lutherischen Bekenntnis nehmen. Alles deutet darauf hin, daß es ihnen nicht unangenehm wäre, wenn sie es erreichten, daß auf Grund dieses ihres an den Tag gelegten Interesses die lutherischen Kreise der Bekenntnisfront sich mit ihnen zu einem Gegensatz sowohl gegen die Reformierten als auch gegen die Deutsche Glaubensbewegung verbündeten. Dazu kann nur gesagt werden: Derartige Verhandlungen können erst in dem Augenblick als ernsthaft angesehen, geblasene Friedensschalmeien können erst in dem Augenblick ernst genommen werden, wo die D.C. in Wort und Tat deutlich gemacht haben, daß ihnen nicht nur aus taktischen Rücksichten ihr Handeln und ihre seit nunmehr Jahresfrist bekundete und ausgesprochene Irrlehre leid geworden ist. ... Wollen sie aber in all diesen Dingen [sc. Lehräußerungen oder Lehrduldung, Kirchengestaltung und Verfassung, Maßregelung von Amtsbrüdern und ehrkränkende Anwürfe] eine vor der Welt sichtbare Wandlung eintreten lassen, dann wollen wir gern die Alleruntersten sein. Uns geht es nur um das Wort, das uns erlöst und heiligt. Stellt sich bei den kirchenpolitischen Aktionen, die wir für richtig halten, heraus, daß durch diese Aktionen das Wort und seine Kraft leidet, dann werden wir die Ersten sein, die offen bekennen, daß sie sich geirrt haben. ...“